# Can You Feel the Love Tonight
Can You Feel the Love Tonight (Nederlands: 's Avonds bloeit de liefde op) is een nummer uit 1994, afkomstig uit de Disneyfilm The Lion King. De muziek werd geschreven door Elton John, met de teksten van Tim Rice.
In de film werd het nummer uitgevoerd door Kristle Edwards, Joseph Williams, Sally Dworsky, Nathan Lane en Ernie Sabella. Tijdens de aftiteling is de versie van Elton John te horen, de versie die ook verscheen op single. In 1994 won het nummer de Academy Award voor Beste Originele Nummer. Elton John won voor dit nummer ook een Grammy Award.
In 2003 werd een speciale remix van het nummer, ook gezongen door Elton John, toegevoegd aan de Speciale Editie van de soundtrack van The Lion King.
In het derde deel van The Lion King, The Lion King III, zie je de romantische scène waarbij het nummer hoort, vanuit het oogpunt van Timon en Pumbaa, waarbij Timon en Pumbaa allerlei komische pogingen doen de romantische avond van Simba en Nala te verstoren.

## In de film
Oorspronkelijk zou het nummer slechts door Timon en Pumbaa worden gezongen. Elton John vond dit echter te komisch voor het nummer, aangezien hij het bedoeld had als een romantisch nummer. Later zou het nummer alleen door Simba en Nala worden gezongen. Ook dit idee werd geschrapt, en uiteindelijk wordt er gezongen door een stem buiten beeld (Kristle Edwards), met zinnen tekst tussendoor van Simba (Nederlands: Jurrian van Dongen) en Nala (Nederlands: Ryan van den Akker). Het begin en eind wordt wel gezongen door Timon en Pumbaa (Nederlands: David Verbeeck en Door Van Boeckel).

## Hitnoteringen

### Nederlandse Top 40
| Hitnotering week 1 t/m 7: 07-08-1994 t/m 17-09-1994 Hitnotering week 8 t/m 14: 04-02-1995 t/m 18-03-1995 | Hitnotering week 1 t/m 7: 07-08-1994 t/m 17-09-1994 Hitnotering week 8 t/m 14: 04-02-1995 t/m 18-03-1995 | Hitnotering week 1 t/m 7: 07-08-1994 t/m 17-09-1994 Hitnotering week 8 t/m 14: 04-02-1995 t/m 18-03-1995 | Hitnotering week 1 t/m 7: 07-08-1994 t/m 17-09-1994 Hitnotering week 8 t/m 14: 04-02-1995 t/m 18-03-1995 | Hitnotering week 1 t/m 7: 07-08-1994 t/m 17-09-1994 Hitnotering week 8 t/m 14: 04-02-1995 t/m 18-03-1995 | Hitnotering week 1 t/m 7: 07-08-1994 t/m 17-09-1994 Hitnotering week 8 t/m 14: 04-02-1995 t/m 18-03-1995 | Hitnotering week 1 t/m 7: 07-08-1994 t/m 17-09-1994 Hitnotering week 8 t/m 14: 04-02-1995 t/m 18-03-1995 | Hitnotering week 1 t/m 7: 07-08-1994 t/m 17-09-1994 Hitnotering week 8 t/m 14: 04-02-1995 t/m 18-03-1995 | Hitnotering week 1 t/m 7: 07-08-1994 t/m 17-09-1994 Hitnotering week 8 t/m 14: 04-02-1995 t/m 18-03-1995 | Hitnotering week 1 t/m 7: 07-08-1994 t/m 17-09-1994 Hitnotering week 8 t/m 14: 04-02-1995 t/m 18-03-1995 | Hitnotering week 1 t/m 7: 07-08-1994 t/m 17-09-1994 Hitnotering week 8 t/m 14: 04-02-1995 t/m 18-03-1995 | Hitnotering week 1 t/m 7: 07-08-1994 t/m 17-09-1994 Hitnotering week 8 t/m 14: 04-02-1995 t/m 18-03-1995 | Hitnotering week 1 t/m 7: 07-08-1994 t/m 17-09-1994 Hitnotering week 8 t/m 14: 04-02-1995 t/m 18-03-1995 | Hitnotering week 1 t/m 7: 07-08-1994 t/m 17-09-1994 Hitnotering week 8 t/m 14: 04-02-1995 t/m 18-03-1995 | Hitnotering week 1 t/m 7: 07-08-1994 t/m 17-09-1994 Hitnotering week 8 t/m 14: 04-02-1995 t/m 18-03-1995 | Hitnotering week 1 t/m 7: 07-08-1994 t/m 17-09-1994 Hitnotering week 8 t/m 14: 04-02-1995 t/m 18-03-1995 | Hitnotering week 1 t/m 7: 07-08-1994 t/m 17-09-1994 Hitnotering week 8 t/m 14: 04-02-1995 t/m 18-03-1995 |
| Week: | 1 | 2 | 3 | 4 | 5 | 6 | 7 | | 8 | 9 | 10 | 11 | 12 | 13 | 14 | |
| --- | --- | --- | --- | --- | --- | --- | --- | --- | --- | --- | --- | --- | --- | --- | --- | --- |
| Positie:                                                                                                 | 31 | 29 | 29 | 29 | 30 | 34 | 38 | uit | 29 | 21 | 15 | 14 | 20 | 21 | 34 | uit |

### Mega Top 50
| Hitnotering week 1 t/m 7: 06-08-1994 t/m 17-09-1994 Hitnotering week 8 t/m 14: 04-02-1995 t/m 25-03-1995 | Hitnotering week 1 t/m 7: 06-08-1994 t/m 17-09-1994 Hitnotering week 8 t/m 14: 04-02-1995 t/m 25-03-1995 | Hitnotering week 1 t/m 7: 06-08-1994 t/m 17-09-1994 Hitnotering week 8 t/m 14: 04-02-1995 t/m 25-03-1995 | Hitnotering week 1 t/m 7: 06-08-1994 t/m 17-09-1994 Hitnotering week 8 t/m 14: 04-02-1995 t/m 25-03-1995 | Hitnotering week 1 t/m 7: 06-08-1994 t/m 17-09-1994 Hitnotering week 8 t/m 14: 04-02-1995 t/m 25-03-1995 | Hitnotering week 1 t/m 7: 06-08-1994 t/m 17-09-1994 Hitnotering week 8 t/m 14: 04-02-1995 t/m 25-03-1995 | Hitnotering week 1 t/m 7: 06-08-1994 t/m 17-09-1994 Hitnotering week 8 t/m 14: 04-02-1995 t/m 25-03-1995 | Hitnotering week 1 t/m 7: 06-08-1994 t/m 17-09-1994 Hitnotering week 8 t/m 14: 04-02-1995 t/m 25-03-1995 | Hitnotering week 1 t/m 7: 06-08-1994 t/m 17-09-1994 Hitnotering week 8 t/m 14: 04-02-1995 t/m 25-03-1995 | Hitnotering week 1 t/m 7: 06-08-1994 t/m 17-09-1994 Hitnotering week 8 t/m 14: 04-02-1995 t/m 25-03-1995 | Hitnotering week 1 t/m 7: 06-08-1994 t/m 17-09-1994 Hitnotering week 8 t/m 14: 04-02-1995 t/m 25-03-1995 | Hitnotering week 1 t/m 7: 06-08-1994 t/m 17-09-1994 Hitnotering week 8 t/m 14: 04-02-1995 t/m 25-03-1995 | Hitnotering week 1 t/m 7: 06-08-1994 t/m 17-09-1994 Hitnotering week 8 t/m 14: 04-02-1995 t/m 25-03-1995 | Hitnotering week 1 t/m 7: 06-08-1994 t/m 17-09-1994 Hitnotering week 8 t/m 14: 04-02-1995 t/m 25-03-1995 | Hitnotering week 1 t/m 7: 06-08-1994 t/m 17-09-1994 Hitnotering week 8 t/m 14: 04-02-1995 t/m 25-03-1995 | Hitnotering week 1 t/m 7: 06-08-1994 t/m 17-09-1994 Hitnotering week 8 t/m 14: 04-02-1995 t/m 25-03-1995 | Hitnotering week 1 t/m 7: 06-08-1994 t/m 17-09-1994 Hitnotering week 8 t/m 14: 04-02-1995 t/m 25-03-1995 | Hitnotering week 1 t/m 7: 06-08-1994 t/m 17-09-1994 Hitnotering week 8 t/m 14: 04-02-1995 t/m 25-03-1995 |
| Week: | 1 | 2 | 3 | 4 | 5 | 6 | 7 | | 8 | 9 | 10 | 11 | 12 | 13 | 14 | 15 | |
| --- | --- | --- | --- | --- | --- | --- | --- | --- | --- | --- | --- | --- | --- | --- | --- | --- | --- |
| Positie:                                                                                                 | 45 | 37 | 30 | 27 | 25 | 32 | 49 | uit | 43 | 28 | 21 | 16 | 14 | 21 | 30 | 45 | uit |

### Vlaamse Ultratop 50
| Hitnotering: 24-09-1994 t/m 15-10-1994 | Hitnotering: 24-09-1994 t/m 15-10-1994 | Hitnotering: 24-09-1994 t/m 15-10-1994 | Hitnotering: 24-09-1994 t/m 15-10-1994 | Hitnotering: 24-09-1994 t/m 15-10-1994 | Hitnotering: 24-09-1994 t/m 15-10-1994 |
| Week:                                  | 1                                      | 2                                      | 3                                      | 4                                      |                                        |
| -------------------------------------- | -------------------------------------- | -------------------------------------- | -------------------------------------- | -------------------------------------- | -------------------------------------- |
| Positie:                               | 47                                     | 42                                     | 26                                     | 34                                     | uit                                    |

### NPO Radio 2 Top 2000
| Nummer met noteringen in de NPO Radio 2 Top 2000 | '99 | '00  | '01  | '02  | '03  | '04  | '05  | '06  | '07  | '08  | '09  | '10  | '11  | '12  | '13  | '14  | '15  | '16  | '17  | '18  | '19  | '20  | '21  | '22  | '23  | '24  |
| ------------------------------------------------ | --- | ---- | ---- | ---- | ---- | ---- | ---- | ---- | ---- | ---- | ---- | ---- | ---- | ---- | ---- | ---- | ---- | ---- | ---- | ---- | ---- | ---- | ---- | ---- | ---- | ---- |
| Can You Feel the Love Tonight                    | 708 | 1246 | 1466 | 1494 | 1224 | 1080 | 1615 | 1313 | 1395 | 1330 | 1702 | 1872 | 1526 | 1486 | 1461 | 1918 | 1465 | 1740 | 1730 | 1523 | 1288 | 1469 | 1343 | 1400 | 1510 | 1632 |

1. ↑  Een vetgedrukt getal geeft de hoogste notering aan.